# 2e étape du Tour d'Italie 2012
La 2e étape du Tour d'Italie 2012 s'est déroulée le dimanche 6 mai 2012, autour de la ville Herning au Danemark sur une distance de 206 km. Elle a été remportée au sprint par le Britannique Mark Cavendish. L'Américain Taylor Phinney, vainqueur de la première étape la veille, garde le maillot rose.

## Parcours de l'étape
Le départ et l'arrivée sont situés à Herning. Le début de parcours se dirige vers l'est puis longe la côte en direction du nord. Une côte de quatrième catégorie, l'Østerbjerg, se trouve à Lemvig. La route ramenant à Herning passe par Struer et Holstebro.

## Déroulement de la course

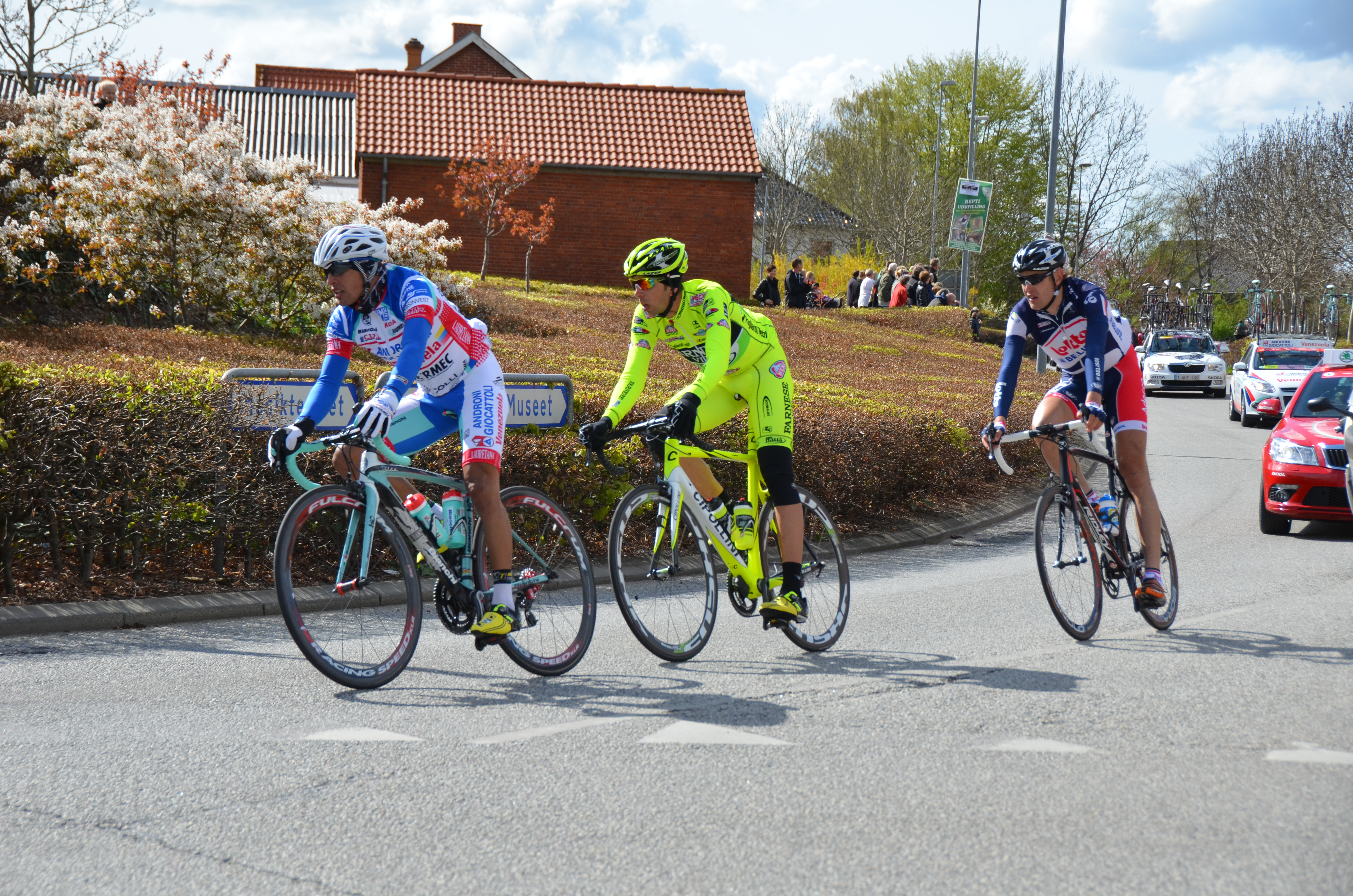
L'échappée composée de Rubiano, Balloni et Kaisen (de gauche à droite)

L'étape est animée par une échappée composée du Belge Olivier Kaisen (Lotto-Belisol), du Colombien Miguel Ángel Rubiano (Androni Giocattoli-Venezuela) et de l'Italien Alfredo Balloni (Farnese Vini-Selle Italia). Ces trois hommes comptent jusqu'à 13 minutes d'avance sur le peloton pris en main par les équipes Sky, Rabobank, Orica-GreenEDGE et BMC Racing, qui les rattrape à environ 40 kilomètres de la ligne d'arrivée. Le Danois Lars Ytting Bak (Lotto-Belisol) tente ensuite sa chance. son avance n'atteint pas la minute et il est à son tour repris par le peloton, à 17 kilomètres de l'arrivée. Le leader Taylor Phinney (BMC Racing) est, quant à lui, victime d'un incident mécanique à 8 kilomètres de l'arrivée. Aidé par ses coéquipiers Alessandro Ballan et Danilo Wyss, il revient dans le peloton.
Dans le dernier virage, une chute bouleverse le sprint et scinde le peloton. C'est finalement Mark Cavendish (Sky) qui règle tout le monde devant Matthew Goss (Orica-GreenEDGE) et Geoffrey Soupe (FDJ-BigMat).
Plusieurs chutes sont intervenues au cours de cette étape, impliquant notamment Gianni Meersman (Lotto-Belisol), Ramūnas Navardauskas (Garmin-Barracuda) ou encore Francesco Chicchi (Omega Pharma-Quick Step), sans gravité. La chute la plus marquante du jour est celle intervenue dans la dernière ligne droite. Le Norvégien Alexander Kristoff (Katusha) semblait être le plus touché se plaignant du coude et franchissant la ligne d'arrivée le visage ensanglanté par une ouverture au niveau de l'arcade sourcilière.

## Classement de l'étape
|    | Coureur         | Pays        | Équipe                       |    | Temps           |
| -- | --------------- | ----------- | ---------------------------- | -- | --------------- |
| 1  | Mark Cavendish  | Royaume-Uni | Sky                          | en | 4 h 53 min 12 s |
| 2  | Matthew Goss    | Australie   | Orica-GreenEDGE              | +  | m.t             |
| 3  | Geoffrey Soupe  | France      | FDJ-BigMat                   |    | m.t             |
| 4  | Tyler Farrar    | États-Unis  | Garmin-Barracuda             |    | m.t             |
| 5  | Roberto Ferrari | Italie      | Androni Giocattoli-Venezuela |    | m.t             |
| 6  | Mark Renshaw    | Australie   | Rabobank                     |    | m.t             |
| 7  | Thor Hushovd    | Norvège     | BMC Racing                   |    | m.t             |
| 8  | Daniele Bennati | Italie      | RadioShack-Nissan            |    | m.t             |
| 9  | William Bonnet  | France      | FDJ-BigMat                   |    | m.t             |
| 10 | Geraint Thomas  | Royaume-Uni | Sky                          |    | m.t             |

## Classement général
|    | Coureur              | Pays        | Équipe            |    | Temps           |
| -- | -------------------- | ----------- | ----------------- | -- | --------------- |
| 1  | Taylor Phinney       | États-Unis  | BMC Racing        | en | 5 h 03 min 38 s |
| 2  | Geraint Thomas       | Royaume-Uni | Sky               | +  | 9 s             |
| 3  | Alex Rasmussen       | Danemark    | Garmin-Barracuda  |    | 13 s            |
| 4  | Manuele Boaro        | Italie      | Saxo Bank         |    | 15 s            |
| 5  | Gustav Larsson       | Suède       | Vacansoleil-DCM   |    | 22 s            |
| 6  | Ramūnas Navardauskas | Lituanie    | Garmin-Barracuda  |    | 22 s            |
| 7  | Brett Lancaster      | Australie   | Orica-GreenEDGE   |    | 23 s            |
| 8  | Marco Pinotti        | Italie      | BMC Racing        |    | 24 s            |
| 9  | Jesse Sergent        | Australie   | RadioShack-Nissan |    | 26 s            |
| 10 | Nélson Oliveira      | Portugal    | RadioShack-Nissan |    | 27 s            |

## Classements annexes

### Classement par points
|   | Cycliste       | Pays        | Équipe     | Points |
| - | -------------- | ----------- | ---------- | ------ |
| 1 | Mark Cavendish | Royaume-Uni | Sky        | 28     |
| 2 | Geraint Thomas | Royaume-Uni | Sky        | 26     |
| 3 | Taylor Phinney | États-Unis  | BMC Racing | 25     |

### Classement du meilleur grimpeur
|   | Cycliste             | Pays     | Équipe                       | Points |
| - | -------------------- | -------- | ---------------------------- | ------ |
| 1 | Alfredo Balloni      | Italie   | Farnese Vini-Selle Italia    | 3      |
| 2 | Miguel Ángel Rubiano | Colombie | Androni Giocattoli-Venezuela | 2      |
| 3 | Olivier Kaisen       | Belgique | Lotto Belisol                | 1      |

### Classement du meilleur jeune
|   | Cycliste             | Pays       | Équipe           |    | Temps           |
| - | -------------------- | ---------- | ---------------- | -- | --------------- |
| 1 | Taylor Phinney       | États-Unis | BMC Racing       | en | 5 h 03 min 38 s |
| 2 | Manuele Boaro        | Italie     | Saxo Bank        | +  | 15 s            |
| 3 | Ramūnas Navardauskas | Lituanie   | Garmin-Barracuda |    | 22 s            |

### Classement par équipes

#### Classement au temps
|   | Équipe           | Pays       |    | Temps            |
| - | ---------------- | ---------- | -- | ---------------- |
| 1 | Garmin-Barracuda | États-Unis | en | 15 h 11 min 57 s |
| 2 | BMC Racing       | États-Unis | +  | 0 s              |
| 3 | Orica-GreenEDGE  | Australie  |    | 20 s             |

#### Classement aux points
|   | Équipe           | Pays        | Points |
| - | ---------------- | ----------- | ------ |
| 1 | Garmin-Barracuda | États-Unis  | 77     |
| 2 | Orica-GreenEDGE  | Australie   | 51     |
| 3 | Sky              | Royaume-Uni | 50     |